# Santo, Santo, Santo

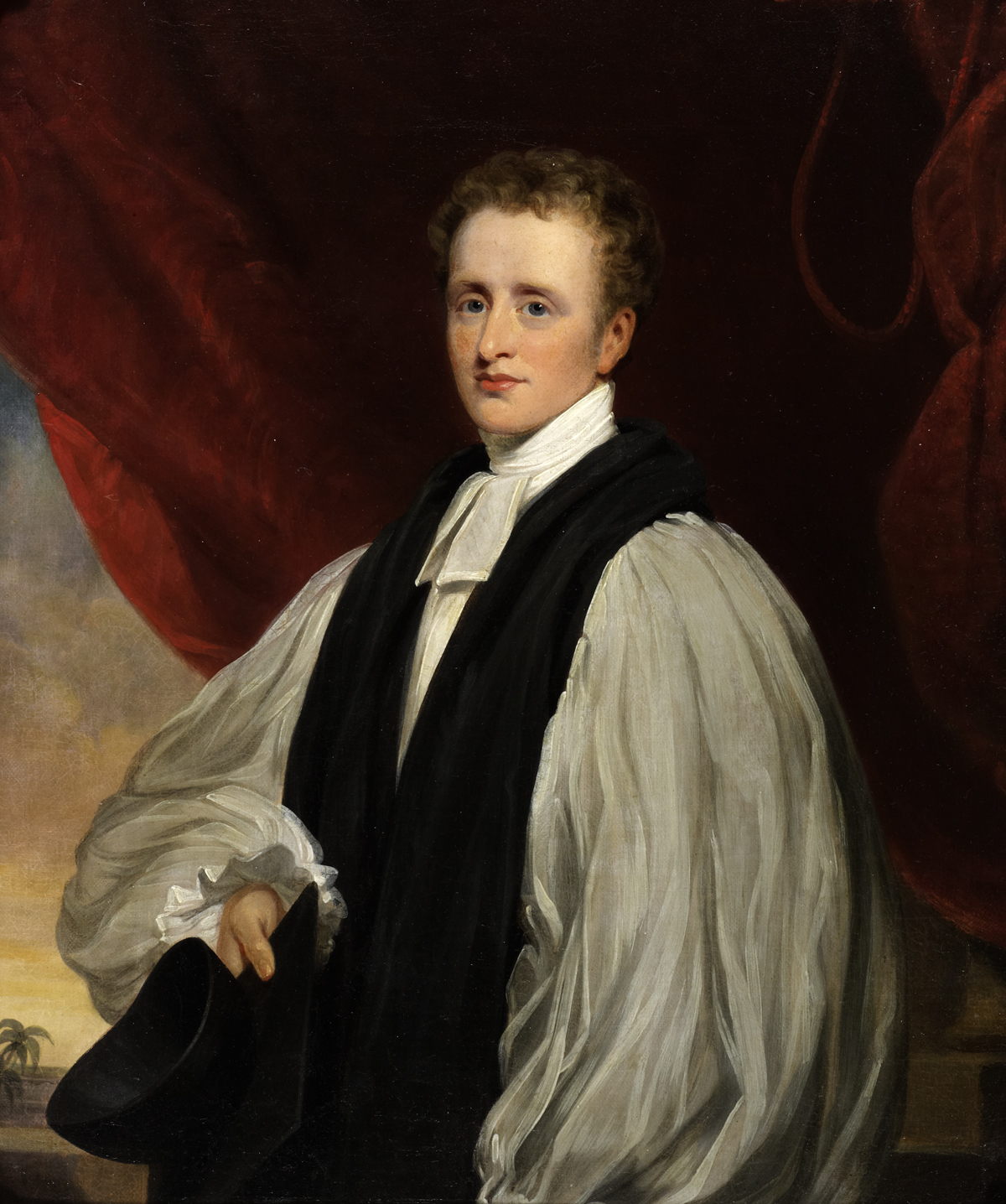
Reginald heber posando para un retrato.

Santo, Santo, Santo es un himno cristiano escrito por Reginald Heber (1783-1826). Su letra habla específicamente de la Trinidad, siendo escrito para su uso el domingo de la Trinidad. John Bacchus Dykes compuso la música para éste himno en 1861. El himno hace referencia al Sanctus. El texto parafrasea Isaías 6:1-5.
El himno es cantado en la película Titanic de 1953.

## Letra
¡Santo Santo Santo! Señor Omnipotente

siempre el labio mío loores te dará

¡Santo Santo Santo! te adoro reverente

Dios en tres Personas bendita Trinidad

¡Santo Santo Santo! en numeroso coro

santos escogidos te adoran sin cesar

de alegría llenos y sus coronas de oro

rinden ante el trono y el cristalino mar

¡Santo Santo Santo! la inmensa muchedumbre

de ángeles que cumplen tu Santa voluntad

ante Ti se postra bañada de tu lumbre

ante Ti que has sido, que eres y serás

¡Santo Santo Santo! por más que estés velado

e imposible sea tu Gloria contemplar

Santo Tú eres solo y nada hay a tu lado

en poder perfecto, pureza y caridad

¡Santo Santo Santo! la gloria de tu Nombre

vemos en tus obras, en cielo, tierra y mar

¡Santo Santo Santo! te adorará todo hombre

Dios en tres Personas bendita Trinidad

## Versiones
Eduardo Santoro grabó su versión en su álbum de 1987 La manera de vivir.
Steve Green grabó una versión de éste himno en su álbum Himnos, un retrato de Cristo.
Marcos Witt grabó su versión en su álbum de 1994 !Alabadle!.
- Datos: Q1185012